# Zico Bailey
Zico Locquiao Bailey (Henderson, 27 agosto 2000) è un calciatore statunitense naturalizzato filippino, difensore dello New Mexico Utd e della nazionale filippina.

## Biografia
È nato negli Stati Uniti da padre giamaicano e madre filippina.

## Caratteristiche tecniche
Gioca come terzino destro.

## Carriera

### Club
Bailey è cresciuto nel settore giovanile del LA Galaxy, e nel 2017 ha giocato cinque incontri in USL Championship con la seconda squadra del club statunitense. Nel 2018 ha lasciato il club per iscriversi alla California State University di Fullerton, dove ha giocato con la selezione locale. Nell'aprile del 2019 ha firmato con il Kalmar e tre mesi dopo è passato all'Helsingør.
Il 12 dicembre 2019 ha fatto ritorno negli Stati Uniti dove ha firmato con il FC Cincinnati. ha debuttato in MLS l'8 ottobre 2020 nell'incontro perso 3-0 contro il Philadelphia Union. Il 7 novembre dell'anno successivo ha segnato il suo primo gol in carriera, contro l'Atlanta United.
A fine 2022 è rimasto svincolato ed il 16 marzo 2023 ha firmato un contratto di 25 giorni con il San Antonio FC, in seguito prolungato fino al termine della stagione. Pochi mesi dopo, il 22 agosto, ha cambiato nuovamente squadra passado al New Mexico Utd.

### Nazionale
Ha giocato nella nazionale statunitense Under-15.
Nel maggio del 2024 ha ricevuto la prima convocazione da parte della nazionale filippina, ed il 6 giugno ha esordito giocando titolare l'incontro di qualificazione per il campionato mondiale 2026 perso 3-2 contro il Vietnam.

## Statistiche

### Presenze e reti nei club
Statistiche aggiornate al 6 giugno 2024.
| Stagione        | Squadra         | Campionato      | Campionato | Campionato | Coppe nazionali | Coppe nazionali | Coppe nazionali | Coppe continentali | Coppe continentali | Coppe continentali | Altre coppe | Altre coppe | Altre coppe | Totale | Totale | Totale |
| Stagione        | Squadra         | Comp            | Pres       | Reti       | Comp            | Pres            | Reti            | Comp               | Pres               | Reti               | Comp        | Pres        | Reti        | Pres   | Reti   |        |
| --------------- | --------------- | --------------- | ---------- | ---------- | --------------- | --------------- | --------------- | ------------------ | ------------------ | ------------------ | ----------- | ----------- | ----------- | ------ | ------ | ------ |
| 2017            | LA Galaxy II    | USL             | 5          | 0          |                 | -               | -               |                    | -                  | -                  |             | -           | -           | 5      | 0      |        |
| 2020            | FC Cincinnati   | MLS             | 5          | 0          |                 | -               | -               |                    | -                  | -                  |             | -           | -           | 5      | 0      |        |
| 2021            | FC Cincinnati   | MLS             | 11         | 1          |                 | -               | -               |                    | -                  | -                  |             | -           | -           | 11     | 1      |        |
| 2022            | FC Cincinnati   | MLS             | 3          | 0          | USCup           | 2               | 0               |                    | -                  | -                  |             | -           | -           | 5      | 0      |        |
| 2022            | FC Cincinnati 2 | MNP             | 17         | 0          |                 | -               | -               |                    | -                  | -                  |             | -           | -           | 17     | 0      |        |
| 2023            | San Antonio FC  | USL             | 11         | 1          | USCup           | 0               | 0               |                    | -                  | -                  |             | -           | -           | 11     | 1      |        |
| 2023            | New Mexico Utd  | USL             | 12         | 1          | USCup           | 1               | 0               |                    | -                  | -                  |             | -           | -           | 13     | 1      |        |
| 2024            | New Mexico Utd  | USL             | 11         | 0          | USCup           | 3               | 2               |                    | -                  | -                  |             | -           | -           | 14     | 2      |        |
| Totale carriera | Totale carriera | Totale carriera | 75         | 3          |                 | 6               | 2               |                    | -                  | -                  |             | -           | -           | 81     | 5      |        |

### Cronologia presenze e reti in nazionale
| Cronologia completa delle presenze e delle reti in nazionale ― Filippine | Cronologia completa delle presenze e delle reti in nazionale ― Filippine | Cronologia completa delle presenze e delle reti in nazionale ― Filippine | Cronologia completa delle presenze e delle reti in nazionale ― Filippine | Cronologia completa delle presenze e delle reti in nazionale ― Filippine | Cronologia completa delle presenze e delle reti in nazionale ― Filippine | Cronologia completa delle presenze e delle reti in nazionale ― Filippine | Cronologia completa delle presenze e delle reti in nazionale ― Filippine |
| Data                                                                     | Città                                                                    | In casa                                                                  | Risultato                                                                | Ospiti                                                                   | Competizione                                                             | Reti                                                                     | Note                                                                     |
| ------------------------------------------------------------------------ | ------------------------------------------------------------------------ | ------------------------------------------------------------------------ | ------------------------------------------------------------------------ | ------------------------------------------------------------------------ | ------------------------------------------------------------------------ | ------------------------------------------------------------------------ | ------------------------------------------------------------------------ |
| 6-6-2024                                                                 | Hanoi                                                                    | Vietnam                                                                  | 3 – 2                                                                    | Filippine                                                                | Qual. Mondiali 2026                                                      | -                                                                        |                                                                          |
| Totale                                                                   |                                                                          | Presenze                                                                 | 1                                                                        |                                                                          | Reti                                                                     | 0                                                                        |                                                                          |